# Callidiopsites grandiceps
Callidiopsites grandiceps là một loài bọ cánh cứng trong họ Cerambycidae.